# Дефіс
Дефі́с  (нім. Divis — «тире, сполучний знак, знак ділення», від лат. divisio — «(роз)ділення»), також ро́зділка, ри́ска — нелітерний орфографічний знак української та багатьох інших писемностей. 
Метою використання дефісів на письмі є з'єднання двох чи більше слів, які є незалежними одне від одного, але за фонетичною наближеністю  складають одне поняття, не зливаючись в одне слово. Іноді дефіси використовуються для пояснення незвичних термінів. Не слід плутати дефіс та тире, бо дефіс — орфографічний знак, а тире — пунктуаційний. Також тире в українській типографіці, на відміну від дефіса, відбивається пробілами (в англомовній, наприклад, ні). Всього ж існує як мінімум чотири подібні знаки: дефіс, мінус, тире і довге тире (за збільшенням їхньої довжини при накресленні).
Використання дефіса замість тире вважається помилкою.
- U+2010 ‐ HYPHEN (HTML &#8208;)
- U+002D - HYPHEN-MINUS (HTML &#45;)
- U+00AD  SOFT HYPHEN (HTML &#173;⧼dot-separator⧽ &shy;)
- U+2011 ‑ NON-BREAKING HYPHEN (HTML &#8209;)
- U+2E5D ⹝ OBLIQUE HYPHEN (HTML &#11869;)

## Дефіс в українській мові
Правила використання дефісу в українській мові складні та мають чимало винятків. Проте завжди через дефіс пишуться:
- подвійні прізвища (Карпенко-Карий, Квітка-Основ'яненко);
- відтінки кольорів (жовто-блакитний, яскраво-фіолетовий);
- приставка "по" у прислівниках (по-перше, по-братськи);
- написання часток (ходи-но, прийшов-таки);
- назви осіб за фахом (секретар-друкарка, бібліотекар-бібліограф);
- складні слова із двох уживаних слів української мови (рок-група, джаз-оркестр);
- складні слова, що передають оціночне значення (горе-мисливець, грім-баба);
- повторювані слова (далеко-далеко, рідний-рідний);
- слова, приблизні за значенням (туди-сюди, сотня-дві);
- назви рослин, де є сполучник чи дієслово (мати-й-мачуха, не-чіпай-мене).

## Дефіс в англійській мові
Дефіс в англійській мові використовують у таких випадках:
- у складених словах (light-blue paint, text-only);
- у назвах чисел (one hundred twenty-three);
- під час розкладання слів на склади (syl-la-bi-fi-ca-tion);
- у складених прізвищах;
- як знак перенесення.